# Nadel-Rose
Die Nadel-Rose (Rosa acicularis) ist eine Pflanzenart aus der Gattung Rosen (Rosa) innerhalb der Familie der Rosengewächse (Rosaceae). Das weite Verbreitungsgebiet ist die Holarktis.

## Beschreibung

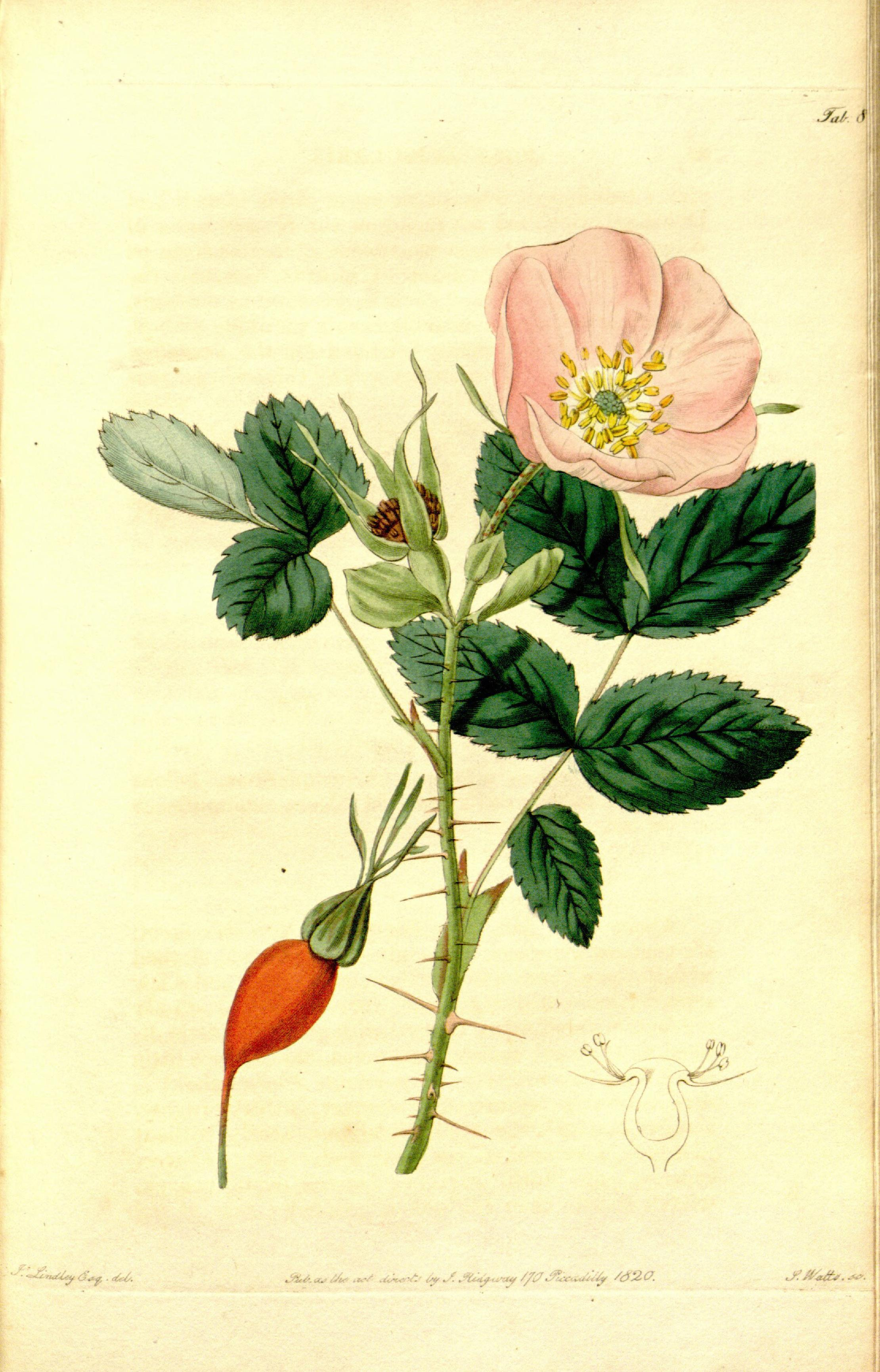
Illustration

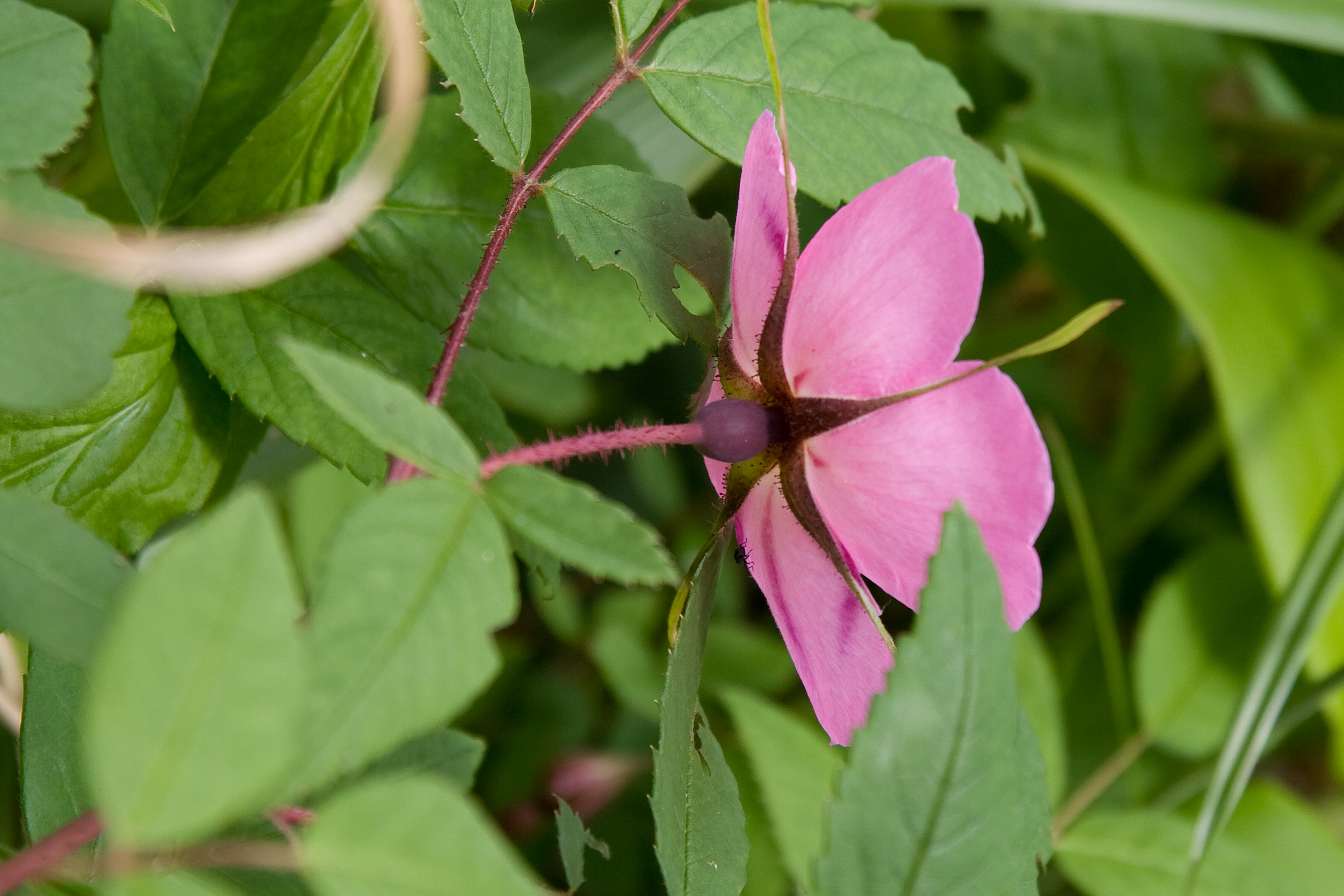
Blütenstiel und Blüte seitlich von unten mit den fünf Kelchblättern

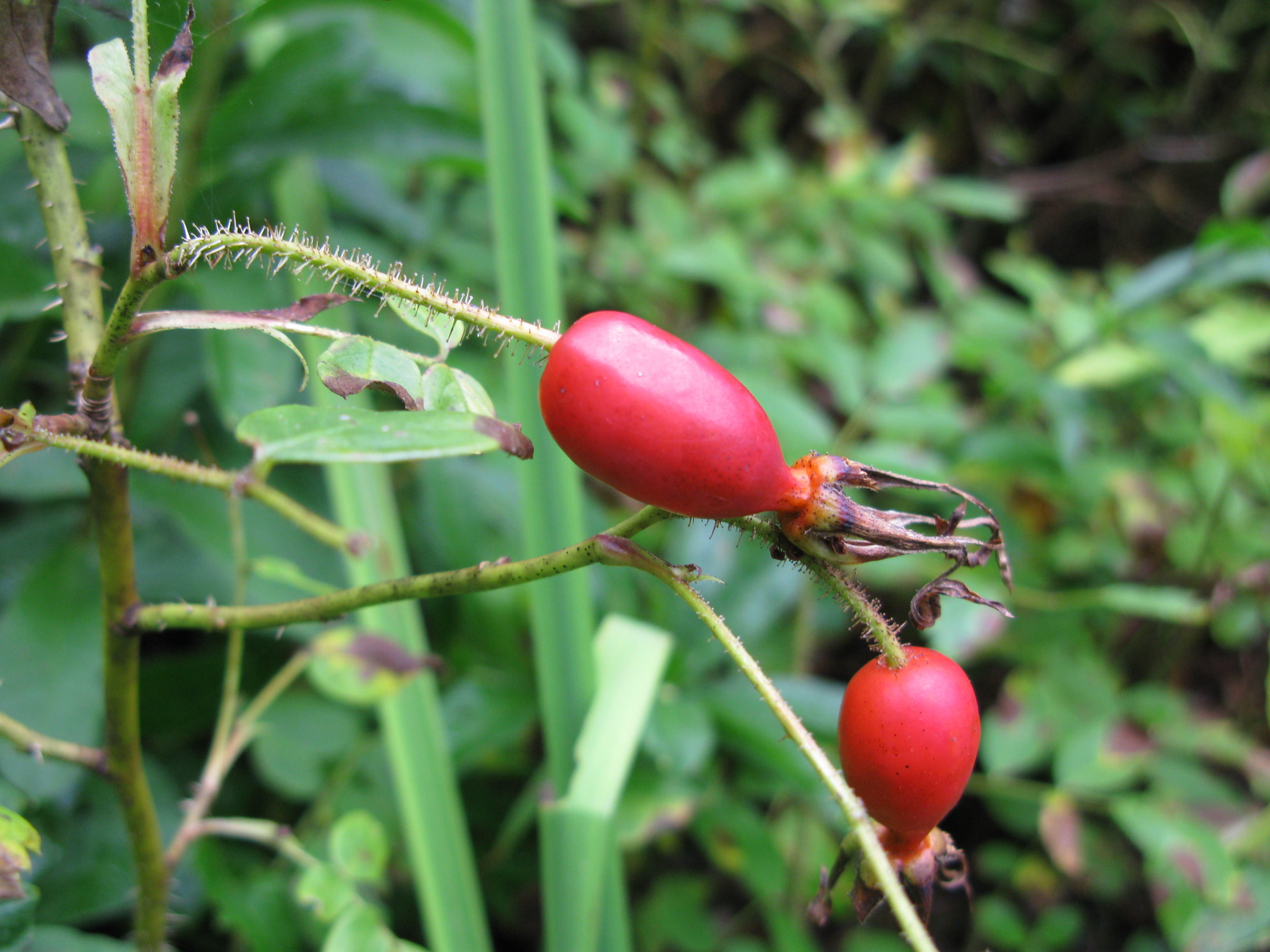
Reife Hagebutten an drüsigen behaarten Stielen

### Vegetative Merkmale
Die Nadel-Rose wächst als Strauch und erreicht Wuchshöhen von 1 bis 3 Metern. Die Rinde der stielrunden, etwas gebogenen Zweige ist rot-braun oder purpur-braun und kahl. Die spärlich bis dicht angeordneten Stacheln sind bei einer Länge von bis zu 4 Millimetern fein, stielrund, gerade und verbreitern sich zu einer schmalen Basis.
Die wechselständig angeordneten Laubblätter sind in Blattstiel sowie Blattspreite gegliedert und insgesamt 7 bis 14 Zentimeter lang. Der Blattstiel und die Blattrhachis sind drüsig flaumig behaart und spärlich bestachelt. Die unpaarig gefiederte Blattspreite enthält drei, fünf oder sieben Fiederblätter. Die Fiederblätter sind bei einer Länge von 1,5 bis 5 Zentimetern sowie einer Breite von 0,8 bis 2,5 Zentimetern breit-elliptisch oder länglich mit fast gerundeter oder selten breit-keilförmiger Basis und spitzem oder gerundet-stumpfem oberen Ende. Der Rand der Fiederblätter ist einfach oder undeutlich doppelt gesägt. Die Unterseite der Fiederblätter ist flaumig behaart mit erhabenen Mittel- sowie Seitennerven und die Oberseite ist kahl mit etwas konkaven Mittel- sowie Seitennerven. Der auf der Unterseite flaumig behaarten Nebenblätter sind auf einem großen Teil ihrer Länge mit dem Blattstiel verwachsen; der freie Teil ist breit-eiförmig mit zugespitztem oberen Ende und drüsig gesägten Rand.

### Generative Merkmale
Die Blütezeit reicht in China von Juni bis Juli. Die Blüten stehen einzeln oder zu zweit bis dritt in Büscheln zusammen. Das Tragblatt ist eiförmig oder lanzettlich-eiförmig mit zugespitztem oder geschwänztem oberen Ende und drüsig gesägten oder eingeschnittenen Rand. Der dicht drüsig flaumig behaarte Blütenstiel ist 2 bis 3,5 Zentimeter lang.
Die leicht duftenden, zwittrigen Blüten sind bei einem Durchmesser von 3,5 bis 5 Zentimetern radiärsymmetrisch und fünfzählig mit doppelter Blütenhülle. Der meist kahle, selten drüsig flaumig behaarte Blütenbecher (Hypanthium) ist ellipsoid. Die fünf laubblattähnlichen Kelchblätter sind lanzettlich mit glatten Rand; sie sind an der Unterseite flaumig behaart, drüsig und spärlich mit Borsten versehen und an der Oberseite dicht flaumig behaart. Die fünf freien Kronblätter sind verkehrt-eiförmig mit breit-keilförmiger Basis und ausgerandetem oberen Ende. Die Farbe der Kronblätter ist rosafarben bis magentarosafarben mit weißem Zentrum oder selten weiß. Es sind viele Staubblätter vorhanden. Die freien flaumig behaarten Griffel sind kürzer als die Staubblätter.
Auch auf der reifen Hagebutte sind die fünf aufrechten Kelchblätter vorhanden. Die glänzend, kahle oder selten etwas drüsige, bei Reife rote Hagebutten ist bei einem Durchmesser von 1 bis 1,5 Zentimetern birnenförmig, lang-ellipsoid oder verkehrt-eiförmig mit deutlichen Kragen.
Die Chromosomengrundzahl beträgt x = 7; es gibt Populationen mit unterschiedlichen Ploidiegraden mit Chromosomenzahlen von 2n = 28, 42, 49 oder 56.

## Vorkommen
Das ursprüngliche Verbreitungsgebiet der Nadel-Rose reicht in den gemäßigten Gebieten auf der Nordhalbkugel bis in die nördlichsten Regionen Nordamerikas und Eurasiens. Es gibt Fundorte in Kanada, Alaska, Skandinavien, Russland (Primorje, Kamtschatka, Sibirien) Kasachstan, Kirgisistan, Korea, Mongolei und in den chinesischen Provinzen Heilongjiang, Hebei, Gansu, Jilin, Liaoning, Shanxi, Shaanxi, Nei Monggol sowie Xinjiang und den japanischen Inseln Hokkaidō sowie Honshu.

## Systematik
Die Erstbeschreibung von Rosa acicularis erfolgte 1820 durch John Lindley in Rosarum Monographia 44–45, Tafel 8. Wie viele Rosa-Arten ist Rosa acicularis sehr variabel, daher wurden mehrere Unterarten und Varietäten beschrieben, sie sind schwierig auseinanderzuhalten und es gibt Übergangsformen, deshalb werden sie von manchen Autoren als Synonyme behandelt. Synonyme für Rosa acicularis Lindl. für sind: Rosa fauriei H.Lév., Rosa gmelinii Bunge, Rosa granulosa R. Keller, Rosa korsakoviensis H.Lév., Rosa sichotealinensis Kolesn., Rosa acicularis var. albiflora X.Lin & Y.L.Lin, Rosa acicularis var. glandulifolia Y.B.Chang, Rosa acicularis var. glandulosa T.N.Liou, Rosa acicularis var. gmelinii (Bunge) C.A.Mey., Rosa acicularis var. pubescens T.N.Liou, Rosa acicularis var. setacea T.N.Liou.

## Verwendung als Zierpflanze
Diese sehr winterharte Wildrose ist frosthart bis −40 °C (USDA-Zone 3).